# مبويغوما
مبويغوما هي قرية تقع في جزيرة أنجوان في جزر القمر. بلغ عدد سكانها 800 نسمة حسب إحصاء عام 1991.